# Simple Plan
A Simple Plan egy francia-kanadai pop-punk együttes, amely a Québec állambeli Montréalban alakult 1999-ben. Eddigi pályafutásuk során négy stúdió- és két koncertalbumuk jelent meg.
A csapat pályafutása Quebec államból, Montréal városából indult. Jelenleg négy stúdióalbumuk van: No Pads, No Helmets… Just Balls (2002), Still Not Getting Any… (2004), Simple Plan (2008), illetve Get your heart on! (2011); és élő koncertfelvételeket tartalmazó, úgynevezett 'live' albumaik címe: Live in Japan 2002 (2003) és MTV Hard Rock Live (2005). Legutóbbi stúdióalbumukkal jelenleg is világszerte turnéznak. Az együttes saját ruhacéggel is rendelkezik, melyet Role Model Clothing-nak hívnak. A céget az énekes és dobos, Pierre Bouvier és Chuck Comeau, valamint a Simple Plan jó barátja, Patrick Langlois alapította 2002-ben, mielőtt aláírták első lemezszerződésüket.

## Tagjai
- Pierre Bouvier (énekes)
- Jeff Stinco
- Sebastien Lefebvre
- Chuck Comeau
- David Desrosiers (David Philippe Desrosiers) (1980. augusztus 29. - ), basszusgitáros, háttér vokálos.

## A név eredete
A Simple Plan név állítólag Scott Smith Egyszerű terv című krimije, illetve a belőle készült John Boorman-film címének átvétele. A tagok azzal magyarázzák a választásukat, hogy a koncertek közeledtével szükségük volt egy névre, és mivel mind szerették ezt a filmet, ennek a címéből vették az ötletet.[forrás?]

## Pályafutása
Az együttest 1999-ben alakította Chuck Comeau és Pierre Bouvier, akikhez csatlakozott két barátjuk, Jeff Stinco és Sebastien Lefebvre.
A csapat miatt Chuck otthagyta az egyetemet, Pierre pedig kilépett a Reset nevű együttesből, ahol David Desrosiers helyett ő lett az énekes. Egy ideig Pierre volt az énekes és basszusgitáros, de mivel Davidet jobb gitárosnak tartották, megkérték, hogy csatlakozzon hozzájuk. Így a már öt főre bővült együttes elkezdte első albumuk felvételeinek előkészületeit…
A No Pads, No Helmets... Just Balls felvételei alatt ismerkedtek meg a Good Charlotte énekesével, Joellel, és a Blink 182-s Mark Hoppus-szal, akik az albumon is közreműködtek. Előbbi a You don't mean anything-nél, utóbbi pedig az I'd do anything-nél.
Miután kijött a SP debütáló albuma, turnézni indultak a 'Sugar Ray' nevű együttessel, akiket még a 'Reset'-es időkben ismertek meg. Ekkor indult el karrierjük… olyan együttesekkel kerültek kapcsolatba, mint a Papa Roach, GOB és Green Day (akikkel 2005-ben együtt turnéztak Amerikában).
Nem sokkal a Sugar Ray-es turné után a srácok Európába utaztak, hogy bemutassák első albumukat. A siker azonban még váratott magára. Felléptek többek között Angliában, Franciaországban, Németországban és Spanyolországban is.
2003-ban csatlakoztak Amerika egyik legismertebb fesztiválsorozatához, a Warped Tour-hoz, amelynek egyik helyszínén megdobálták őket.[forrás?]
A 'Scooby Doo' című film rendezői kiválasztották dalaikat a film betétdalaihoz, az első részben a Grow Up!-ot, a másodikban pedig a Don't Wanna Think About You-t hallhatjuk, valamint epizódszerepet kaptak az Olsen-ikrek New york-i bújócska c. filmjében, ahol önmagukat alakították. A Deszkások (Grind) című filmben szerepelt egy daluk, az I'm just a Kid!.
2004-ben ismét stúdióba vonultak, hogy felvegyék a 'Still Not Getting Any...' dalait. Ez volt az az album, ami meghozta számukra a várt sikert, és a média is ekkor figyelt fel rájuk. Az együttes sorra nyerte a díjakat, Kanada elsőszámú kedvencévé váltak.[forrás?] Sorra kapták a felkéréseket, rengeteg TV-műsorban szerepeltek. Együtt turnéztak a Green Day-yel, majd "kinőtték" az előzenekaros korszakukat, és egyedül keltek útra. Körbejárták Európa nagyobb országait, Japánt és Ausztráliát, valamint Amerikában is egyre nőtt a rajongótáboruk.
Két év turnézás és egy rövid pihenő után ismét stúdióba vonultak, hogy elkészítsék harmadik nagylemezüket. [forrás?]

## Diszkográfia
Stúdióalbumok:
- No Pads, No Helmets… Just Balls (2002)
- Still Not Getting Any… (2004)
- Simple Plan (2008)
- Get Your Heart On! (2011)

Koncertalbumok:
- Live in Japan 2002 (2003)
- MTV Hard Rock Live (2005)